# Rhonelle
Die Rhonelle ist ein Fluss in Frankreich, der im Département Nord, in der Region Hauts-de-France verläuft. Sie entspringt im Gemeindegebiet von Locquignol, im Regionalen Naturpark Avesnois, entwässert generell in nordwestlicher Richtung und mündet nach rund 32
Kilometern im Stadtgebiet von Valenciennes in einen teilweise unterirdischen Ableitungskanal. Dieser führt über den Vieil Escaut (alte Schelde) genannten Altarm zur kanalisierten Schelde, wo er als rechter Nebenfluss einmündet.

## Orte am Fluss
- Locquignol
- Potelle
- Villereau
- Le Quesnoy
- Villers-Pol
- Maresches
- Artres
- Aulnoy-lez-Valenciennes
- Valenciennes